# Erik Roland
Erik Roland (1971) è un ex sciatore alpino norvegese.

## Biografia
Specialista delle prove tecniche, Roland vinse la medaglia d'argento nella combinata ai Campionati norvegesi 1992 e si ritirò durante la stagione 1996-1997: la sua ultima gara fu uno slalom speciale universitario disputato l'8 febbraio a Winter Park. Non ottenne piazzamenti in Coppa del Mondo né prese parte a rassegne olimpiche o iridate.

## Palmarès

### Campionati norvegesi
- 1 medaglia (dati dalla stagione 1991-1992):
  - 1 argento (combinata[senza fonte] nel 1992)